# Hit, men inte längre
Hit, men inte längre, även kallad "Hit men inte längre" och "Hit, men inte längre!", är en svensk popsång skriven av Bengt Palmers. Liza Öhman tävlade med låten i Melodifestivalen 1980 och slutade på tredje plats med 94 poäng.
"Hit men inte längre" togs med på Öhmans första och enda studioalbum som soloartist, Liza Öhman (1980). Låten släpptes också som singel samma år med "Kom tillbaks" (skriven av Öhman) som B-sida. "Hit men inte längre" tog sig in på Svensktoppen där den låg tio veckor mellan 23 mars och 25 maj 1980, som bäst på andra plats.
Låten producerades och arrangerades av Palmers. Caj Högberg spelade bas, Peter Milefors trummor, Anders Nordh och Mats Westman elgitarr, Kjell Öhman piano och Liza Öhman sjöng.

## Låtlista
Sida A
1. "Hit men inte längre" (Bengt Palmers)

Sida B
1. "Kom tillbaks" (Liza Öhman)

## Medverkande
- Caj Högberg – bas
- Peter Milefors – trummor
- Anders Nordh – elgitarr
- Mats Westman – elgitarr
- Kjell Öhman – piano
- Liza Öhman – sång